# 小行星7813
小行星7813（7813 Anderserikson）是一颗绕太阳运转的小行星，为主小行星带小行星。该小行星于1985年10月16日发现。

## 轨道参数
小行星7813的轨道半长轴为2.6010454 UA，离心率为0.169。